# Taman Rejo
Taman Rejo is een bestuurslaag in het regentschap Kendal van de provincie Midden-Java, Indonesië. Taman Rejo telt 4387 inwoners (volkstelling 2010).